# Saint-Séverin
För andra betydelser, se Saint-Séverin (olika betydelser).
Saint-Séverin är en kyrkobyggnad i Paris, uppkallad efter den helige Severinus av Paris. Kyrkan är belägen vid Rue des Prêtres-Saint-Séverin i Paris femte arrondissement.